# 김준현 (축구인)
김준현(한국 한자: 金俊鉉,1964년 1월 20일 ~ )은 대한민국의 전직 축구 선수이자 지도자로 현역 시절 부산 아이파크, 제주 SK에서 공격수로 활동했으며 이 중 제주 SK에서만 5년동안 활약했다.
연세대학교를 졸업하였으며 1991 시즌 K리그 도움상을 수상하였다. 또한 2015시즌 중반에 K3리그 서울 FC 마르티스 감독을 맡았다.

## 수상

### 클럽
유공 코끼리
- K리그 우승 1회 : 1989

### 개인
K리그 도움왕 : 1991

## 참고 자료
- 수퍼 레즈 관련 김준현 소개